# John Cooney (Politiker)
John Cooney (* 9. Juni 1836 in Albany, New York (Bundesstaat); † 20. Januar 1894 in New York City) war ein US-amerikanischer Rechtsanwalt und Politiker.

## Leben
Cooney, der amerikanisch-irischer Abstammung war, erwarb seine Schulbildung an der Albany Academy, studierte anschließend Jura und betrieb später eine der größeren Rechtsanwaltskanzleien im Kings County. Er war stets ein Demokrat, hielt bis zu seiner erstmaligen Wahl in die New York State Assembly 1889 als Vertreter des 3. Bezirks von Kings County aber nie ein politisches Mandat. Bei seiner Wiederwahl 1890 setzte er sich gegen einen Republikaner und einen Sozialisten durch, 1891 gegen einen Republikaner und 1892 gegen mehrere Kandidaten. Bei der Wahl 1893 war er der gewählte Vertreter des 2. Bezirks von Kings County.
Mit Stand 1992 war Cooney Junggeselle und lebte in Brooklyn. Er starb am 20. Januar 1894 an einer Lungenentzündung und wurde auf dem Holy Cross Cemetery beigesetzt.